# Operación Galgo
La Operación Galgo fue una operación contra el dopaje en el deporte de élite realizada en España. Este proceso investigó una presunta red de dopaje entre varios deportistas por delito de distribución de sustancias dopantes. Las investigaciones de la Guardia Civil comenzaron a finales de 2010 y desembocaron en detenciones y registros a comienzos de diciembre, fecha en que se conoció la existencia de dicha operación. En 2012 la juez instructora anuló la mayoría de diligencias efectuadas y archivó la causa al no encontrar indicios de delito.

## Investigación de la Guardia Civil

### Origen de la investigación
La investigación surgió en 2010 cuando la Guardia Civil tuvo noticias de la existencia de una red de dopaje.

### Detenciones
El 9 de diciembre de 2010, la Guardia Civil procedió a la detención en Alicante, Madrid, Segovia, Las Palmas y Palencia de los presuntos responsables de la trama de dopaje sobre la base de la información recopilada hasta ese momento:
- Marta Domínguez: atleta española.[1]
- César Pérez: entrenador de Marta Domínguez.
- José Alonso Valero: mánager de Marta.
- Manuel Pascua Piqueras: entrenador de atletismo.
- José Luis Pascua Piqueras: hermano de Manuel Pascua.
- Alberto León Herranz: exciclista de mountain bike.
- Eufemiano Fuentes: doctor que ya estuvo implicado en 2006 en la Operación Puerto.
- Alberto García Fernández: atleta español (sancionado dos años tras dar positivo por consumo de EPO en 2003), se personó como testigo de forma voluntaria.

### Registros
Tras las detenciones, la Guardia Civil realizó registros en Alicante, Madrid, Segovia, Las Palmas y Palencia.

## Historia
El 9 de diciembre la Guardia Civil detuvo a 14 personas como posibles autores de delitos contra la salud pública en Madrid, Las Palmas, Alicante, Segovia y Palencia. Se efectuaron también 15 registros domiciliarios en los que se intervinieron anabolizantes, esteroides, bolsas con sangre y material de laboratorio para realizar transfusiones sanguíneas. El 10 de enero y durante los juicios se anunció que uno de los imputados, Alberto León, había sido encontrado ahorcado en su domicilio.
Tras no encontrar indicios de delito el 22 de marzo de 2012 se cerró el proceso dando nulidad a todas las pruebas incriminatorias presentadas.